# 16. ceremonia wręczenia Independent Spirit Awards
16. ceremonia wręczenia niezależnych nagród Independent Spirit Awards za rok 2000, odbyła się 24 marca 2001 roku na plaży w Santa Monica.
Nominacje do nagród ogłoszone zostały 11 stycznia 2001 roku.
Galę wręczenia nagród poprowadził John Waters.

## Laureaci i nominowani
Laureaci nagród wyróżnieni są wytłuszczeniem

### Najlepszy film niezależny
- Ang Lee, Bill Kong i Hsu Li-kong – Przyczajony tygrys, ukryty smok
  - John Kilik – Zanim zapadnie noc
  - Sam Froelich, David Gordon Green, Sacha W. Mueller i Lisa Muskat – Sztama
  - Richard Guay i Jim Jarmusch – Ghost Dog: Droga samuraja
  - Eric Watson i Palmer West – Requiem dla snu

### Najlepszy film zagraniczny
- Tańcząc w ciemnościach
  - / Spragnieni miłości
  -  Terrorystka
  -  Czas pijanych koni
  -  Strefa wojny

### Najlepszy reżyser
- Ang Lee – Przyczajony tygrys, ukryty smok
  - Darren Aronofsky – Requiem dla snu
  - Miguel Arteta – Chuck i Buck
  - Christopher Guest – Medal dla miss
  - Julian Schnabel – Zanim zapadnie noc

### Najlepszy scenariusz
- Kenneth Lonergan – Możesz na mnie liczyć
  - Mike White – Chuck i Buck
  - Valerie Breiman – Miłość i seks
  - Raymond De Felitta – Two Family House
  - Robert Dillon – Przebudzenie miłości

### Najlepsza główna rola żeńska
- Ellen Burstyn – Requiem dla snu
  - Joan Allen – Ukryta prawda
  - Saana Lathan – Miłość i koszykówka
  - Laura Linney – Możesz na mnie liczyć
  - Kelly Macdonald – Two Family House

### Najlepsza główna rola męska
- Javier Bardem – Zanim zapadnie noc
  - Adrien Brody – Restauracja
  - Billy Crudup – Syn Jezusa
  - Hill Harper – Wizyta
  - Mark Ruffalo – Możesz na mnie liczyć

### Najlepsza drugoplanowa rola żeńska
- Zhang Ziyi – Przyczajony tygrys, ukryty smok
  - Pat Carroll – Songcatcher
  - Jennifer Connelly – Requiem dla snu
  - Marcia Gay Harden – Pollock
  - Lupe Ontiveros – Chuck i Buck

### Najlepsza drugoplanowa rola męska
- Willem Dafoe – Cień wampira
  - Cole Hauser – Kraina tygrysów
  - Gary Oldman – Ukryta prawda
  - Giovanni Ribisi – Dotyk przeznaczenia
  - Billy Dee Williams – Wizyta

### Najlepszy debiut
(Nagroda dla reżysera)

Reżyser − Tytuł filmu
- Kenneth Lonergan – Możesz na mnie liczyć
  - Ben Younger – Ryzyko
  - Karyn Kusama – Zbuntowana
  - Gina Prince-Bythewood – Miłość i koszykówka
  - Jordan Walker-Pearlman – Wizyta

### Najlepszy debiutancki scenariusz
- Gina Prince-Bythewood – Miłość i koszykówka
  - Ben Younger – Ryzyko
  - David Gordon Green – Sztama
  - Ross Klavan i Michael McGruther – Kraina tygrysów
  - Jordan Walker-Pearlman – Wizyta

### Najlepszy debiut aktorski
- Michelle Rodriguez – Zbuntowana
  - Curtis Cotton III, Candace Evanofski, Rachael Handy, Donald Holden i Damian Jewan Lee – Sztama
  - Rory Culkin – Możesz na mnie liczyć
  - Emmy Rossum – Songcatcher
  - Mike White – Chuck i Buck

### Najlepsze zdjęcia
- Matthew Libatique – Requiem dla snu
  - Xavier Pérez Grobet i Guillermo Rosas – Zanim zapadnie noc
  - Tim Orr – Sztama
  - John de Borman – Hamlet
  - Lou Bogue – Cień wampira

### Najlepszy dokument
- Mroczne dni
  - The Eyes of Tammy Faye
  - Long Night's Journey into Day
  - Paragraf 175
  - Sound and Fury

### Nagroda Johna Cassavetesa
(przyznawana filmowi zrealizowanemu za mniej niż pięćset tysięcy dolarów)
Tytuł filmu
- Chuck i Buck
  - Bunny
  - Everything Put Together
  - W rytmie rave
  - Our Song

### Nagroda producentów „Piaget”
(4. rozdanie nagrody producentów dla wschodzących producentów, którzy, pomimo bardzo ograniczonych zasobów, wykazali kreatywność, wytrwałość i wizję niezbędną do produkcji niezależnych filmów wysokiej jakości.
Nagroda wynosi 25 000 dolarów ufundowanych przez sponsora Piaget)
- Paul Mezey – The Ballad of Ramblin' Jack i Spring Forward
  - Jim McKay – American Movie i Our Song
  - Jasmine Kosovic – Louis & Frank i Zjazd
  - Nadia Leonelli – The Love Machine i Our Song

### Nagroda „Ktoś do pilnowania”
(7. rozdanie nagrody „Ktoś do pilnowania”; nagroda przyznana zostaje utalentowanemu reżyserowi z wizją, który nie otrzymał jeszcze odpowiedniego uznania. Nagroda wynosi 25 000 dolarów)

(Reżyser − Film)
- Marc Forster – Everything Put Together
  - Dan McCormack – Other Voices
  - Mia Trachinger – Bunny

### Nagroda „Prawdziwsze od fikcji”
(6. rozdanie nagrody „Prawdziwsze od fikcji”; nagroda przyznana została wschodzącemu reżyserowi filmu non-fiction, który jeszcze nie otrzymał uznania. Nagroda wynosi 25 000 dolarów)
- Keep the River on Your Right: A Modern Cannibal Tale
  - Benjamin Smoke
  - Just, Melvin: Just Evil
  - Pie in the Sky: The Brigid Berlin Story